# Equipo Mixto en los Juegos Olímpicos de San Luis 1904
El Equipo Mixto participó Juegos Olímpicos de San Luis 1904. El Comité Olímpico Internacional agrupa los resultados de dicho equipo bajo el código COI: ZZX.

## Medallistas
El equipo olímpico obtuvo las siguientes medallas:
| Nombre                                                             | Deporte   | Competición         |
| ------------------------------------------------------------------ | --------- | ------------------- |
| Oro                                                                |           |                     |
| Manuel Díaz Ramón Fonst Albertson Van Zo Post                      | Esgrima   | Florete por eqs. M  |
| Plata                                                              |           |                     |
| Albert Corey Lacey Hearn Sidney Hatch James Lightbody Frank Verner | Atletismo | 4 millas por eqs. M |
| Bronce                                                             |           |                     |
| —                                                                  |           |                     |